# Кубок Румунії з футболу 2001—2002
Кубок Румунії з футболу 2001—2002 — 64-й розіграш кубкового футбольного турніру в Румунії. Титул водинадцяте здобув Рапід (Бухарест).

## 1/16 фіналу
| Команда 1                       | Рахунок      | Команда 2              |
| ------------------------------- | ------------ | ---------------------- |
| 10 жовтня 2001                  |              |                        |
| Екстенсів (Крайова) (2)         | 1:0          | Націонал (Бухарест)    |
| Мінаур (Златна) (2)             | 2:0          | Петролул (Плоєшті)     |
| Фореста (Сучава) (2)            | 0:2          | Астра (Плоєшті)        |
| Політехніка Тімішоара (2)       | 1:3          | Рапід (Бухарест)       |
| ЧФР (Клуж-Напока) (3)           | 0:1          | Глорія (Бистриця)      |
| Петролул (Мойнешть) (2)         | 0:3          | Бакеу                  |
| Глорія (Бузеу) (3)              | 0:2          | Арджеш                 |
| Орадя (2)                       | 2:1          | Оцелул                 |
| Кіментул (Ф'єнь) (2)            | 1:1 пен. 4:3 | Університатя (Крайова) |
| Кимпулунг-Мускел (2)            | 1:3          | Чахлеул                |
| Динамо (Пояна Кимпіна) (2)      | 0:2          | Брашов                 |
| Сфинту-Георге (3)               | 1:1 пен. 5:6 | УМ Тімішоара           |
| Решица (2)                      | 1:0          | Фарул (Констанца)      |
| Електрика (Констанца) (3)       | 0:3          | Спортул Студенцеск     |
| Тиргу-Муреш (2)                 | 0:2          | Стяуа                  |
| Електромагнетика (Бухарест) (2) | 2:3          | Динамо (Бухарест)      |

## 1/8 фіналу
| Команда 1           | Рахунок | Команда 2               |
| ------------------- | ------- | ----------------------- |
| 31 жовтня 2001      |         |                         |
| УМ Тімішоара        | 0:4     | Астра (Плоєшті)         |
| Глорія (Бистриця)   | 0:1     | Екстенсів (Крайова) (2) |
| Рапід (Бухарест)    | 2:0     | Арджеш                  |
| Бакеу               | 1:2     | Орадя (2)               |
| Чахлеул             | 1:0     | Кіментул (Ф'єнь) (2)    |
| Мінаур (Златна) (2) | 0:5     | Брашов                  |
| Динамо (Бухарест)   | 6:0     | Спортул Студенцеск      |
| Решица (2)          | 1:2     | Стяуа                   |

## 1/4 фіналу
| Команда 1               | Рахунок      | Команда 2         |
| ----------------------- | ------------ | ----------------- |
| 3 квітня 2002           |              |                   |
| Орадя (2)               | 0:5          | Рапід (Бухарест)  |
| Астра (Плоєшті)         | 2:1 дч       | Чахлеул           |
| Екстенсів (Крайова) (2) | 0:0 пен. 3:4 | Стяуа             |
| Брашов                  | 0:0 пен. 2:3 | Динамо (Бухарест) |

## 1/2 фіналу
| Команда 1               | Заг.    | Команда 2         | 1-й матч | 2-й матч |
| ----------------------- | ------- | ----------------- | -------- | -------- |
| 24 квітня/8 травня 2002 |         |                   |          |          |
| Астра (Плоєшті)         | 2:2 (ч) | Рапід (Бухарест)  | 2:2      | 0:0 дч   |
| Стяуа                   | 1:4     | Динамо (Бухарест) | 0:1      | 1:3 дч   |

## Фінал
| 5 червня 2002 |

| Рапід (Бухарест)          | 2:1      | Динамо (Бухарест) |
| ------------------------- | -------- | ----------------- |
| Мелдерешану 74' Панку 85' | Протокол | Денчулеску 90+3'  |

| Національний стадіон, Бухарест Глядачів: 40 000 Арбітр: Крістіан Балай |